# Мы все, обязательно посещающие школу
«Мы все, обязательно посещающие школу» (чеш. My všichni školou povinní) — чехословацкий телевизионный сериал 1984 года, посвящённый проблемам школы и семьи.

## Создание фильма
Маркета Зиннерова писала сценарий сериала в течение года и восьми месяцев, а до этого в течение полугода составляла план ситуации в системе образования.
Наружные съёмки школы проходили в Либерце. Сцены в школе снимали в Праге в начальной школе Петршины-Север. Природные съёмки проходили также в Штепанице в Йизерских горах.
Съёмки фильма длились около двух с половиной лет. Во время съёмок умерла актриса Дана Медржицкая, исполнявшая роль учительницы Элишки Зматликовой, тем не менее режиссёр Людвик Ража сохранил отснятый материал с её участием и использовал в фильме.

## Сюжет
Основа сюжета — события из жизни учителей и учеников одной из школ в Либерце. Он начинается с того, как в педагогическом коллективе появляются молодые учитель Михал Карфик и вожатая Яна Выходилова. Между ними завязываются романтические отношения, которые на протяжении сюжета переживают кризис. Параллельно Карфик проходит становление как учитель, его берёт под опеку опытный педагог Франтишек Ламач.
Поведение учителей и учеников во многом определяется их семейной жизнью, при этом их семьи очень разные. Так, учительница Гайска испытывает психологические проблемы из-за взаимоотношений с мужем и даже прибегает к помощи психотерапевта. Школьница Барча Грдинова, происходящая из рабочей семьи, пытается заручиться дружбой одноклассницы Йитки Повейшовой, чей отец музыкант, а мать — актриса. Супруги Йокловы разводятся, и мать приводит в семью другого мужчину, а отец пытается отсудить детей.
В сериале поднимаются темы любви, дружбы и товарищества, зависти, отношения к детям, педагогического предназначения, самоопределения подростков.

## Список серий
1. Первый звонок (První zvonění)
2. Прямые ноги (Rovnýma nohama)
3. Взрыв (Výbuch)
4. Поднаём (Podnájem)
5. Спор (Spor)
6. Расставание (Rozchod)
7. Классный руководитель (Třídní učitel)
8. Приговор (Rozsudek)
9. Подарок к Рождеству (Dárek k Vánocům)
10. Праздник мира и спокойствия (Svátky klidu a míru)
11. Виновники (Viníci)
12. Возвращение (Návrat)
13. Звонок время от времени (Zvonění na časy)

## В ролях
- Мирослав Владыка — Михал Карфик
- Вероника Жилкова — Яна Выходилова
- Йиржи Бартошка — Йиржи Олива
- Яна Шульцова — Гелена Оливова
- Яна Янатова — Йитка Повейшова
- Михаэла Кудлачкова — Барча Грдинова
- Мартин Крб — Йиндра Йокл
- Вера Галатикова — Либуше Мартинкова
- Милан Шимачек — Йирка Олива
- Яромир Ганзлик — Филип Повейш
- Яна Прейссова — Алице Повейшова
- Карел Аугуста — Карел Грдина
- Збынек Гонзлик — Лубош Олива
- Ярослава Обермайерова — Эмилия Грдинова
- Йиржина Богдалова — Мария Йоклова
- Иржи Совак — Франтишек Ламач
- Габриела Вранова — Хедвика Гайска
- Дана Медржицкая — Элишка Зматликова
- Любуше Гавелкова — Марцела Божетехова
- Даниела Коларжова — Ивана Брозкова
- Здена Гадрболцова — Альжбета Гайдошова
- Йиржи Кучера — Пепик Грдина
- Владимир Брабец — Рихард Йокл
- Бланка Богданова — Ива Ламачова
- Власта Зегрова — Радка Пастыржова
- Михал Хофбауэр — Тонда Андерлик
- Виктор Прейсс — рассказчик

## Съёмочная группа
- Режиссёр — Людвик Ража
- Сценарист — Маркета Зиннерова
- Оператор — Йозеф Павек
- Композитор — Петр Гапка
- Монтажёр — Петр Ситар
- Звукорежиссёр — Йиржи Кейрж
- Постановщик — Карел Черны
- Гримёр — Ярослав Чермак
- Костюмер — Лида Новотна